# Pool (Congo)
Pool é um dos 12 departamentos da República do Congo, localizado na parte sudeste do país. Faz fronteira com os departamentos de Bouenza, Lékoumou e Plateaux, e com a República Democrática do Congo. Sua capital é a cidade de Kinkala.

## Distritos
- Boko
- Goma Tse-Tse
- Igne
- Kindamba
- Kinkala
- Kimba
- Louingui
- Loumo
- Mayama
- Mindouli
- Mbandza-Ndounga
- Ngabe
- Vindza